# 民主社会主义运动 (南非)
民主社会主义运动（英語：Democratic Socialist Movement，缩写为DSM）是南非的一个已不存在的托洛茨基主义政党。该党成立于2002年10月。该党的意识形态是社会主义、马克思主义、托洛茨基主义。该党的政治立场是极左翼。该党的总部位于约翰内斯堡。该党出版刊物《我们是工人》。该党是工人国际委员会的支部。2012年12月18日，该党发起成立了泛左翼政党工人和社会党。2015年12月，该党解散，完全融入工人和社会党。